# Старый Эртиль
Старый Эртиль — село в Эртильском районе Воронежской области России.
Входит в состав Щучинского сельского поселения.

## География
Село находится у слияния pек Битюг и Эртиль.

### Улицы
- ул. Жданова
- ул. Крупской
- ул. Крымская
- ул. Луговая
- ул. Набережная
- ул. Песчаная
- ул. Центральная

## История
Основано вольными крестьянами на месте Ертиловского юрта около 1697 года. В 1699 году село сгорело Заселено вторично около 1705 года служилыми людьми из Ливенского уезда. Центр волости с 1797 года. Позже входило в состав Усманского стана Воронежского уезда и Бобровского уезда.
В 1788 году здесь была построена каменная церковь Михаила Архангела. В 1854 году открыто приходское училище.

## Население
| 1859 | 1897  | 2000 | 2010 |
| ---- | ----- | ---- | ---- |
| 1994 | ↗3115 | ↘551 | ↘376 |

Население села в 2005 году составляло 502 человека.

### Известные люди
- Германов, Михаил Антонович (настоящая фамилия Голубятников, около 1824 — после 1857) — русский педагог и краевед, магистр богословия.
- Сотников, Василий Иванович (1902—1978) — Герой Советского Союза.